# フリーソフトウェア大賞
フリーソフトウェア大賞（フリーソフトウェアたいしょう）は、1992年から1996年にかけて行われていた、主に日本国内で公開されたフリーウェアに関する賞。
なお、フリーソフトウェア財団（FSF）が提唱する意味での自由ソフトウェアとは直接的な関係はない。
本項では1997年から2002年にかけて行われていた、オンラインソフトウェア大賞についても解説する。

## 沿革
1992年に、当時盛り上がりの兆しを見せていたパソコン通信において多くのフリーウェアが公開されていたことに対し、東京大学教授（当時）の石田晴久を中心とするメンバーが「優秀なフリーウェアやその作者に感謝の意を表する場を作ろう」として表彰を行ったのが始まりとされている。その翌年からは電子ネットワーク協議会（現・一般財団法人インターネット協会）に主催が移行した。
その後「フリーソフトウェア大賞という名称では、シェアウェア等が表彰の対象にならない」という理由から、1997年からは名称を変更（オンラインソフトウェア大賞）し、シェアウェアや市販ソフトにも表彰の対象を広げたが、電子ネットワーク協議会が2001年に日本インターネット協会と合併したことなども影響したのか、2002年を最後に開催が途絶え、事実上自然消滅した。

## 受賞作品

### 1992年
- 大賞：LHA
- 選考委員会特別賞：ish
- 通信部門：WTERM、EasyTERM（次席）
- ユーティリティ部門：BDIFF、DIET、FD、LV、xscript
- アミューズメント部門：SuperDepth
- 音楽部門：MIMPI
- 社会部門：BASE
- 非MS-DOS部門：GomTalk7、Disinfectant
- 送受信インタフェース部門：BPL、TransIt、Quick-VAN
- フロンティア賞：JSHOT、KI-Shell、NinjaTerm、SIM、history、PRT、DM
- アスキーネット賞：xscript
- ニフティサーブ賞：LED
- PC-VAN賞：HGLOG
- マスターネット賞：J-Mac98
- 日経MIX賞：TADL

### 1993年
- 大賞：WTERM
- 通信部門：Program of the air
- ユーティリティ部門：WSP、HSB
- アプリケーション部門：CALPET、秀丸エディタ、おかみさんの家計簿
- グラフィック部門：Ray、JPGV98
- マルチメディア部門：書見台、DDWin
- 特別賞：Jw_cad、Bio_100%

### 1994年
- 大賞：Jw_cad
- 通信部門：秀Term for Windows、Terminal2.1-J4e、KmTermX
- ユーティリティ部門：卓駆★ファイルマネージャー、FILMTN、おかる
- アミューズメント部門：SameGame
- 特殊部門：VC2、DTALKER
- 特別賞：江口亨(ike)、TurboHAMLOG
- チアリ賞：MaKURO

### 1995年
- 開発支援ツール部門：PAG1テトラヘドロン、ヘルプカード、FILLY
- エデュテイメント部門：Wact
- アプリケーション部門：Susie、PixelCat、Jedit
- エンタテイメント部門：ごたくClassic、c坊 for Win、ソング頼太
- インターネット賞：DeleGate
- パイオニア賞：K14
- 特別賞：LinuxJE（日本語拡張キット）開発スタッフ

### 1996年
- 大賞：AL-Mail
- 入賞：電信八号、ComeBackImage、バーチャルペインター、fml、六角大王、UNLHA32.DLL、WinGroove、対局囲碁　睦月
- 特別賞：樋口隆司

### 1997年
- 金賞：WWWC、家計簿・出納簿ひかる
- 入賞：Ruby、HomeMaker Pro、付箋紙97、NextFTP、インターネットジャン荘　東風荘、うぇぶ会議室、Tera Term Pro、Personal Dictionary for Win32
- 特別賞：PostPet

### 1998年-1999年
- 大賞：Becky! Internet Mail
- 企画賞：電波少年的懸賞生活ソフト～なすびの部屋
- 入賞：CHOCOA、窓の手、Namazu、Vine Linux
- 特別賞：瞬訳名人バビロン、シェアレジ

1998年は事務局が多忙という理由で開催されなかったため、翌年に2年分をまとめて表彰した。

### 2000年
- 大賞：午後のこ〜だ
- プロダクトソフト大賞：一太郎Ark
- 入賞：解凍レンジ、Digital Clay、Pixia、MEIMI(Multi Effect Interactive Movie Interface)、親戚まっぷ、クターシリーズ、w3m、iText
- 特別賞：ウイルスバスターオンラインスキャン、J-OS

### 2001年
- 入賞：Relaxer、Hot Soup Processor、Noah・Caldix、NetTune、Irvine、めもりーくりーなー、テキスト音楽「サクラ」、MapFan.net、Photonick、幻彩2、宝永噴煙禄、YS FLIGHT SIMULATION SYSTEM 2000、ポトリス
- 特別賞：Borland JBuilder/Delphi/Kylix/C++ Compiler

### 2002年
- 大賞：FFFTP
- 入賞：Sleipnir、絵師のえそらごと、窓立て2、タキビ、AN HTTP Server、リネージュ、携帯画銘菓／準動画銘菓、TMPGEnc Plus 2.5、Spam Mail Killer、Opera、すっきり!! デフラグ 統合版